# Alexander Macmillan (2e comte de Stockton)
Alexander Daniel Alan Macmillan, 2e comte de Stockton (né le 10 octobre 1943) est un homme politique du parti conservateur au Royaume-Uni ,. Il est le fils aîné de l'homme politique conservateur Maurice Macmillan et le petit-fils du premier ministre Harold Macmillan.

## Biographie
Il fait ses études au Collège d'Eton, à l'université de Paris et à l'université de Strathclyde. Il est membre du Parlement européen pour le Sud-Ouest de l'Angleterre de 1999 à 2004. Il est l'un des pairs héréditaires à avoir été exclu de la Chambre des lords en 1999. Il hérite de sa pairie de son grand-père, Harold Macmillan, 1er comte de Stockton, qui est Premier ministre du Royaume-Uni de 1957 à 1963, à sa mort à la fin de 1986, son père étant déjà décédé.
Il se présente seize fois lors des élections partielles organisées parmi ses pairs héréditaires pour un siège à la Chambre des lords, sans être élu. Plus particulièrement, en 2007, il arrive troisième pour remplacer Charles Stourton, derrière le gagnant, Charles Cathcart et James Younger, à l'élection partielle de 2010 pour remplacer David Carnegie, il arrive deuxième derrière James Younger, en 2011, il perd face à David Pollock lors d'un scrutin pour le siège de David Kenworthy et en 2014, il perd contre le comte d'Oxford et Asquith.
Aux élections du conseil local de mai 2011, Lord Stockton est élu conseiller conservateur du conseil de district de South Bucks. Son père Maurice Macmillan (1921–1984) et son grand-père l'ont précédé comme président de Macmillan Publishers Ltd., la maison d'édition appartenant depuis longtemps à la famille. Il la vend au groupe allemand Holtzbrinck. Il est classé 253e dans la liste riche du Sunday Times 2004, avec une richesse estimée à 165 millions de livres sterling.
Lord Stockton rénove Hayne Manor avec sa femme actuelle dans le Devon et le met en vente,.
Lord Stockton est vice-président de la Royal Crescent Society de Bath.

## Famille
Il épouse :
- Hélène Birgitte Hamilton, 1970, divorcée en 1991. Ils ont trois enfants :
  - Daniel Maurice Alan Macmillan, vicomte Macmillan d'Ovenden (né le 9 octobre 1974) [10]
  - Rebecca Elizabeth Macmillan (née en 1980)
  - Louisa Alexandra Macmillan (née en 1982).

- Miranda Quarry (1947-2020), (la troisième épouse de Peter Sellers), le 23 décembre 1995, divorcé en 2011. Cette union n'a pas d'enfant.